# Krieg dem Kriege

Das „Ebenbild Gottes“ mit Gasmaske

Krieg dem Kriege (Im Original: Krieg dem Kriege! Guerre à la Guerre! War against War! Oorlog aan den Oorlog!) ist ein erstmals 1924 erschienenes Buch des Antimilitaristen Ernst Friedrich. Es beleuchtet die Folgen des Ersten Weltkriegs und wollte das wahre Antlitz des Krieges (Verwundete, Verstümmelte, Hinrichtungen, Leiden, Elend und Sterben) zeigen. Das originär viersprachig (deutsch, französisch, englisch und niederländisch) erschienene Buch wurde in etwa 50 weitere Sprachen übersetzt.

## Inhalt
Der deutsche Pazifist Friedrich versuchte mit diesem Buch, die Menschen wachzurütteln, indem er den Schrecken des  Kriegs körperlich sichtbar machte. Wenige Jahre nach Ende des Ersten Weltkriegs wurde es zur „Bibel der Pazifisten“, die angesichts des Grauens der Schützengräben sich unter dem Motto „Nie wieder Krieg“ zu organisieren suchten.
Nach der Auffassung, dass ein Bild mehr als tausend Worte zeige, sind in dem Buch unter anderem Kriegsszenen aus dem Ersten Weltkrieg dargestellt. So fordert Friedrich unter einem Bild, das unterschiedliches Kriegsspielzeug zeigt: Gebt den Kindern nicht solche Spielsachen! Er prangert die euphemistische Sprache der Kriegspropaganda an, indem er Fotografien von der Front mit Untertiteln kontrastiert. So untertitelt er mit Feld der Ehre ein Bild, auf dem die nackte Leiche eines an Typhus verendeten Soldaten in einem Erdloch verscharrt wird. Einen zusammengetragenen Leichenberg für eine Massenbestattung untertitelt er mit Heldengrab.
Bekannt machte dieses Buch auch die Abbildung von furchtbar verstümmelten Soldaten. So sieht man einen Offizier auf einem Lazarettbett, dem Mund und Unterkiefer weggerissen wurde. Eine einzige Fleischwunde ist an deren Stelle getreten. Friedrich untertitelt mit einem Ausspruch des Generalfeldmarschalls Paul von Hindenburg: Der Krieg bekommt mir, wie eine Badekur! Eine andere Abbildung eines Kriegsversehrten erhielt den Kommentar von Graf Moltke: Die edelsten Tugenden der Menschen entfalten sich im Krieg! Das Buch war umso aufsehenerregender, als die entstelltesten Kriegsopfer in abgelegenen Heimen für Kriegsversehrte vor der Öffentlichkeit weitestgehend „versteckt“ wurden.

Otto Dorbritz, 27 Jahre alt, verwundet Oktober 1918. Durch Minenwurf Oberlippe und Nase weggerissen. Fleisch aus Stirn, Armen und Rippen zu künstlicher Nase und Lippe entnommen (12 Operationen)

Das Buch ist viersprachig, in deutscher, englischer, französischer und niederländischer Sprache. Unter jedes Bild hat Friedrich einen Kommentar gestellt. Am Ende appelliert er nochmals gegen Krieg und verweist auf sein Anti-Kriegsmuseum.

## Umschlag
Spätere Ausgaben wurden durch Udo Bruhn gestaltet. Bekannt wurde dabei das Bild des Soldaten mit Gasmaske und aufgepflanztem Bajonett. Darunter nur der Kommentar: „Das Ebenbild Gottes mit Gasmaske.“

## Kritiken
Das Buch erregte weltweit Aufsehen, noch heute erzielt es eine hohe Auflage.
„Dieses Buch sollten wir nicht unsern Freunden zeigen, denen, die schon Pazifisten sind, also nicht den alten Fehler wiederholen, der so oft gemacht wird: Missionare nach Rom zu schicken – sondern wir sollten es den Gegnern zeigen. In Versammlungen, in Schulen, in Vereinen, an Stammtischen – dieses Grauen kennt ja keiner von denen. Und man sollte das Buch auch Frauen zeigen, gerade Frauen zeigen.“
„Die Fotografien der Schlachtfelder, diese Abdeckereien des Krieges, die Photographien der Kriegsverstümmelten gehören zu den fürchterlichsten Dokumenten, die mir jemals unter die Augen gekommen sind. Es gibt kein kriminalistisches Werk, keine Publikation, die etwas ähnliches an Grausamkeit, an letzter Wahrhaftigkeit, an Belehrung böte.“
„Denen, die mir so oft bejahend zugehört haben, lege ich nahe: Das Buch in einem oder mehreren Exemplaren zu kaufen und für seine Verbreitung zu sorgen.“ Kurt Tucholsky in der Weltbühne.
„Ernst Friedrich hat mir die Augen für die furchtbarste aller Seuchen, für den großen Verkrüppler, den sinnlosen Vernichter Krieg geöffnet.“ Robert Jungk

## Auflagen
Nach der ersten Auflage 1924 erschien 1980 eine Neuauflage des Buchs im Zweitausendeins-Verlag. Aufgrund der hohen Nachfrage wurde es dann immer wieder neu aufgelegt, unter anderem 2004 bei der Deutschen Verlags-Anstalt.